# 149 до н. е.

## Події
- Почалася Третя Пунічна війна — остання із Пунічних війн між Римом і Карфагеном за панування над Західним Середземномор'ям. Закінчилася повною перемогою Риму і знищенням Карфагенської держави.
- Облога Карфагена
- триває Четверта македонська війна

## Померли
- Марк Порцій Катон Старший — один з найвизначніших представників Стародавнього Риму — і як державний діяч (едил, претор, сенатор, легат, цензор), і як письменник.
- Прусій II Мисливець — цар Віфінії з 182 до н. е. по 149 до н. е.